# Плодопитомник (Псковська область)
Плодопитомник (рос. Плодопитомник) — присілок в Островському районі Псковської області Російської Федерації.
Населення становить 52 особи. Входить до складу муніципального утворення Островська волость.

## Історія
Від 2015 року входить до складу муніципального утворення Островська волость.

## Населення
| 2001 | 2002 | 2010 |
| ---- | ---- | ---- |
| 57   | ↘56  | ↘52  |